# Must
Must eller musth er en periodisk tilstand i hanelefanter, der er kendetegnet ved stærkt aggressiv adfærd og ledsaget af en stor stigning i reproduktive hormoner. 
Mustperioden forekommer hovedsageligt én gang om året og nogle gange to. Elefanter i alderen 15-60 år kan rammes af must, og i aldersgruppen 20-30 år rammes 60-75%. Mustperioden varer 30-45 dage og nogle gange længere for elefanter i fangeskab. Testosteron-niveauerne i en elefant kan være 40-60 gange større i mustperioden, end i samme elefant på andre tidspunkter.  Men om denne hormonal bølge er den eneste årsag til must, eller blot en medvirkende faktor, er ukendt. En videnskabelig undersøgelse af must er problematisk, fordi selv de mest rolige elefanter bliver meget voldelige over for mennesker og andre elefanter og dyr i løbet af mustperioden. Elefanter kræver adskillelse og isolation indtil must er overstået. Must forekommer ikke hos hunelefanter. 
Kendetegnene for en elefant i must, er bl.a.;
- Nervøs og irritabel opførsel
- Aggressiv adfærd over for andre elefanter, dyr og mennesker
- Udskillelse af ildelugtende, brun sekret fra nogle kirtler ved kraniet og ørene
- Urin drypper fra elefanten